# Piro (popolo)

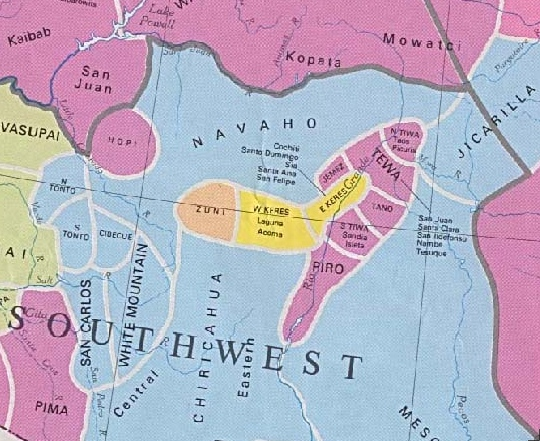
Localizzazione dei Piro nel sud-ovest degli Stati Uniti

I Piro sono un popolo di nativi americani, appartenenti al gruppo dei Pueblo, che popolavano la valle del Rio Grande nei pressi dell'attuale Socorro, fra San Marcial e fino a circa 50 miglia da Albuquerque. I Piro parlavano una lingua, oramai estinta, appartenente al gruppo delle Lingue kiowa-tano.

## Storia
I Piro, essendo il più meridionale dei gruppi Pueblo, furono visitati da tutte le spedizioni spagnole del XVI e XVII secolo: Coronado nel 1540, Chamuscado e Rodríguez nel 1581, Espejo nel 1582, Oñate nel 1598, e Benavides nel periodo 1621 - 1630. Secondo quanto riportato nei resoconti delle prime spedizioni i Piro abitavano in case di due o tre piani costruite in adobe e pietra con finestre quadrate e pareti imbiancate e decorate con dipinti di animali e persone. Il loro abbigliamento era generalmente formato da tessuti di cotone, anche talvolta indossavano anche pelli di camoscio e di cervo. Ai piedi indossavano sandali fatti di pelli di buffalo. Erano dediti all'agricoltura ed in grandi campi posti vicino ai pueblos coltivano mais, fagioli, zucche, e cotone. Erano anche produttori di ceramiche, e i loro piatti e vasi di argilla avevano particolarmente colpito gli spagnoli che li trovarono di grande valore artistico, persino superiore a quello degli Aztechi.
Dopo il 1598, con la conquista del territorio del Nuovo Messico da parte di Juan de Oñate, e l'annessione alla corona di Spagna, i Piro, come il resto della popolazione pueblo, subirono il peso della colonizzazione spagnola.
Nel 1620 i Piro subirono gli attacchi degli Apache del Perrillo che ne ridussero il numero a 6.000 distribuiti su 14 pueblo.
Negli anni seguenti gli spagnoli edificarono alcune missioni cattoliche nei principali pueblo abitati dai Piro;  Nuestra Señora del Socorro a Pilabo, San Antonio a Senecu e San Luis Obispo de Sevilleta a Seelocu.
Nel gennaio del 1675 un attacco Apache rese al suolo sia il pueblo che la missione di Senecu, che vennero ricostruiti due anni più tardi.
Nel 1680 i Piro non presero parte alla rivolta Pueblo e rimasero fedeli agli spagnoli e quando il governatore spagnolo Antonio de Otermin si ritirò a El Paso del Norte molti Piro lo seguirono. Questi Piro vennero insediati in Messico e formarono i pueblo di Senecu del Sur e Socorro del Sur (attualmente Texas).
Quando nel 1681 il governatore Otermin ritornò nel Nuovo Messico, nel tentativo di riconquistare i territori perduti l'anno precedente, trovò i pueblos abitati dai Piro disabitati o parzialmente distrutti. Nei dintorni di Senecu, il più meridionale dei pueblo Piro, era stato seminato, ma gli abitanti erano fuggiti sulle montagne all'avvicinarsi degli spagnoli. Senecu, Pilabo ed Alamillo mostravano i segni degli attacchi subiti dagli Apache, che avevano incendiato parte degli abitati. Gli abitanti di Sevilleta, avevano trovato rifugio presso altri pueblo del nord.
Nel 1760 a Senecu del Sur sono state censite 111 famiglie Piro, con 425 persone, mentre a Socorro del Sur non risultavano Piro, che si erano probabilmente trasferiti a Ysleta del Sur dove vivevano 80 famiglie Piro con 429 persone.

## Principali pueblo Piro
- Alamillo: sulla riva est del Rio Grande, 12 miglia a nord di Socorro;
- Qualacu: sulla riva est del Rio Grande, 24 miglia a sud di Socorro;
- San Felipe: sulla riva occidentale del Rio Grande, vicino alla confluenza del Milligan Gulch con il Rio Grande, presso San Marcial, a circa 30 miglia a sud di Socorro;
- San Pasqual: sulla riva orientale del Rio Grande, 10 miglia a sud di Socorro, di fronte l'attuale villaggio di San Antonio;
- Senecu: sulla riva ovest del Rio Grande, a 13 miglia sud di Socorro;
- Seelocu (rinominata Sevilleta da Oñate nel 1598 perché la sua posizione su un promontorio a picco sul Rio Guadaquivir, nome antico dato al Rio Grande, gli aveva ricordato Siviglia in Spagna): sulla riva orientale del Rio Grande a circa 20 miglia a nord di Socorro, fra la confluenza del Rio Puerco e del Rio Salado con il Rio Grande;
- Pilabo o Pilabó: rinominato Socorro dagli Spagnoli, sul sito dell'attuale città di Socorro;
- Teypana (o Teypama o Teipana): sulla riva occidentale del Rio Grande, probabilmente poco a sud dell'attuale Socorro. Secondo quanto indicato negli scritti della spedizione di Onate del 1598, Taypana fu rinominato Socorro dagli spagnoli, anche se successivamente questo nome verrà dato anche a Pilabo che poi lo manterrà per sempre.[3]